# Dalkomhan insaeng
Dalkomhan insaeng (Hangul: 달콤한인생; Portugal: Doce Tortura; Brasil: O Gosto da Vingança) é um filme de 2005 sul-coreano, escrito e dirigido por Kim Ji-woon. Do elenco principal fizeram parte Lee Byung-hun, Kim Yeong-cheol e Shin Min-ah. Um filme de ação, drama e crime, ilustra os códigos de ética da máfia coreana. O filme estreou no Festival de Cannes de 2005 a 1 de abril, e em Portugal no dia 2 de março de 2006.

## Enredo
Sun-woo (Kim Yeong-cheol) é o braço direito de Kang (Lee Byung-hun), um poderoso chefe da máfia coreana. A sua nova missão é vigiar a jovem namorada de Kang, Hee-soo (Shin Min-ah), para descobrir se ela tem um amante e, se confirmado, assassinar o casal. Quando ele finalmente encontra a garota com outro homem, ao invés de matá-los, Sun-woo resolve conceder-lhes a oportunidade de a fugir do mafioso, numa atitude inesperada e incoerente com sua reputação de assassino frio. Kang, inconformado com a traição, manda matar Sun-woo, que reage com uma vingança sangrenta e brutal.

## Elenco
- Lee Byung-hun como Kim Sun-woo
- Kim Young-cheol como Mr. Kang
- Shin Min-ah como Yoon Hee-soo
- Hwang Jung-min como Baek Dae-sik
- Kim Roe-ha como Mun-suk
- Jin Goo como Min-gi
- Lee Gi-yeong como Oh Mu-sung
- Oh Dal-su como Myung-goo
- Kim Hae-gon como Gun dealer
- Eric Mun como Gun dealer's brother
- Jeon Gook-hwan como Presidente Baek
- Kim Han como Se-yoon
- Kim Sung-oh como subordinado Oh Mu-sung's
- Jung Yu-mi como Mi-ae